# 繋がれた明日
『繋がれた明日』（つながれたあす）は、2003年5月に発表された真保裕一の小説、またそれを原作としたテレビドラマ。

## あらすじ
中道隆太は恋人のことでもみ合いになり、19歳で誤って殺人の罪を犯した。7年後、刑期が残り1年になり仮釈放となる。しかし、「この男は人殺しです」と書かれたビラが中道の勤務先やアパートのポストに、何者かによってばらまかれる。中道は誹謗中傷の犯人を追うため旅に出ていくが、困難が待ち構えていた。

## 書籍情報
- 単行本：2003年5月15日発売[1]、朝日新聞社、ISBN 978-4-02-257838-9
- 文庫本：2006年2月7日発売[2]、朝日文庫、ISBN 978-4-02-264359-9
- 文庫本：2008年8月、新潮文庫、ISBN 978-4-10-127026-5
- 文庫新装版：2023年5月8日発売[3]、朝日文庫、ISBN 978-4-02-265100-6

## テレビドラマ
- 2006年3月4日よりNHK総合の「土曜ドラマ」で放送。全4回。

### キャスト
- 中道隆太：青木崇高
- 大室敬三：杉浦直樹
- 中道文江：銀粉蝶
- 中道朋美：吉野紗香
- 高取繁樹：尾上寛之
- 藪内晴枝：馬渕英俚可
- 三上鶴子：藤真利子
- 横田有希子：佐藤仁美
- 星野安久：本田大輔
- 服部宏介：桐谷健太
- 三上吾郎：弓削智久
- 三上琢郎：大地泰仁
- 津吹ゆかり：桜川博子
- 小笹勇：山崎裕太
- 岩松浩志：中村俊太
- 黛作次郎：渡辺哲
- 安西秀行：浜谷康幸
- 久保田栄治：脇知弘
- 斉藤卓也：坂田直貴
- 栗山恵利：でんでん
- 日野義孝：梅垣義明
- 岡本努：山崎一
ほか

### スタッフ
- 制作統括：岩谷可奈子、内藤愼介
- 演出：榎戸崇泰
- 脚本：森岡利行

### 放送日程
| 話数   | 放送日       | サブタイトル |
| ------ | ------------ | ------------ |
| 第1回  | 2006年3月4日 | 仮釈放       |
| 第2回  | 3月11日      | 待ちぶせ     |
| 第3回  | 3月18日      | 罠           |
| 最終回 | 3月25日      | 償い         |